# Чипчирган
Чипчирга́н — удмуртский духовой музыкальный инструмент, представляющий собой натуральную продольную трубу без отверстий и мундштука длиной 1—1,5 метра.

## Название
Слово «чипчирган» является звукоподражанием писку птенца. Оно происходит от общепермского «*č'ippe» — «свирель» и удмуртского «чиргетыны» — «пищать».

## Описание
Чипчирган изготавливается из стебля крупного растения семейства зонтичных — недоспелки копьелистной (лат. Cacalia hastata). Состоит из узкой, полой внутри, трубки длиной от 1 до 1,5 (иногда до 2) метров, которая заканчивается раструбом конической формы, выполненным из бересты или коровьего рога. Диаметр прикладываемого к губам узкого конца чипчиргана составляет 3—5 мм. Игровых отверстий и мундштука у инструмента нет, а звук извлекается не путём вдувания воздуха, как обычно, а посредством втягивания его через сжатые губы исполнителем. Высота звука изменяется в пределах полутора октав, тембр — от трубного до свиристящего.
По наблюдениям Евгения Гиппиуса и Зинаиды Эвальд, сделанным ими в предвоенные годы, у удмуртов сохранялось огромное мастерство исполнения верхнего обертонового ряда чипчиргана при аранжировке на нём песенных напевов. Ещё в 1950-е годы можно было встретить виртуозных исполнителей игры на этом инструменте, однако к настоящему времени он практически повсеместно вышел из употребления.